# 福岡県道35号筑紫野古賀線
福岡県道35号筑紫野古賀線（ふくおかけんどう35ごう ちくしのこがせん）は、福岡県筑紫野市から古賀市に至る県道（主要地方道）である。

## 概要
筑紫野市二日市中央4丁目から古賀市花見東2丁目に至る。
筑紫野市の中心部である二日市地区を起点とし、国道3号（福岡南バイパス）と接続後、太宰府市の中心部を経由、福岡市東部の糟屋郡5町を縦断して古賀市の国道3号（香椎バイパス）および国道495号（旧国道3号）を結ぶ。筑紫野市と古賀市の間を国道3号よりも短距離で結んでいるため、交通量は多く、国道3号のバイパス的役割を果たしている主要地方道のうちの1つである。また筑紫野市と太宰府市を結ぶバイパスがある。
九州自動車道の古賀ICから筑紫野ICの区間とほぼ併走しており、九州自動車道の渋滞・閉鎖時の迂回路にもなる。
全線にわたり2車線であったが、筑紫野古賀線バイパス建設室を設置し、上記のバイパスを建設するとともに、既存区間の4車線化（片側2車線）が進められている。
沿線には多数の工業団地が造成されている。

### 路線データ
- 起点：福岡県筑紫野市二日市中央4丁目（六反交差点、福岡県道・大分県道112号福岡日田線交点）
- 終点：福岡県古賀市花見東2丁目（花見交差点、国道495号交点）

## 歴史
- 1993年（平成5年）5月11日 - 建設省から、県道筑紫野古賀線が筑紫野古賀線として主要地方道に指定される[1]。
- 2023年（令和5年）4月25日 - 須恵・粕屋2工区（糟屋郡須恵町植木 - 粕屋町上大隈、1.6 km）が開通する[2]。

## 路線状況

### 重複区間
- 福岡県道76号筑紫野太宰府線（太宰府市五条2丁目・五条交差点 - 太宰府市宰府1丁目・梅大路交差点）
- 福岡県道91号志免須恵線（糟屋郡須恵町大字須恵・須恵中央交差点 - 糟屋郡須恵町大字須恵・城山団地入口交差点）

### 道路施設

#### 橋梁
- 三浦橋（御笠川、太宰府市）
- 道坂橋（仲山川、糟屋郡宇美町）
- おばる橋（仲山川、糟屋郡宇美町）
- 正法橋（宇美川、糟屋郡宇美町）
- 新須恵橋（須恵川、糟屋郡須恵町）
- 岩崎大橋（須恵川、糟屋郡須恵町）
- 内ノ松橋（糟屋郡須恵町）
- 大隈橋（多々良川、糟屋郡須恵町）
- 深井橋（久原川、糟屋郡久山町）
- 宮林橋（猪野川、糟屋郡久山町）
- 川原橋（谷山川、古賀市）
- 久保新橋（大根川、古賀市）
- 松原橋（中川、古賀市）
- 花見橋（鹿児島本線、古賀市）

バイパス
- 阿志岐橋（宝満川、筑紫野市）
- 上宝満橋（宝満川、筑紫野市）
- 新大間池橋（新大間池、糟屋郡須恵町）
- 大隈高架橋（福岡県道607号福岡篠栗線・篠栗線・大谷川・多々良川、糟屋郡須恵町）

## 地理

### 通過する自治体
- 筑紫野市
- 太宰府市
- 糟屋郡宇美町
- 糟屋郡須恵町
- 糟屋郡粕屋町
- 糟屋郡篠栗町
- 糟屋郡粕屋町
- 福岡市（東区）
- 糟屋郡久山町
- 糟屋郡新宮町
- 古賀市

### 交差する道路
| 交差する道路                                                 | 市町村名 | 市町村名 | 交差する場所    | 交差する場所                                                                                           |
| ------------------------------------------------------------ | -------- | -------- | --------------- | --- |
| 福岡県道・大分県道112号福岡日田線                            | 筑紫野市 | 筑紫野市 | 二日市中央4丁目 | 六反交差点 / 起点                                                                                      |
| 福岡県道581号観世音寺二日市線                                | 筑紫野市 | 筑紫野市 | 二日市北1丁目   | |
| 国道3号 / 福岡南バイパス                                     | 太宰府市 | 太宰府市 | 五条3丁目       | 君畑交差点                                                                                             |
| 福岡県道76号筑紫野太宰府線 重複区間起点                      | 太宰府市 | 太宰府市 | 五条2丁目       | 五条交差点                                                                                             |
| 福岡県道76号筑紫野太宰府線 重複区間終点                      | 太宰府市 | 太宰府市 | 宰府1丁目       | 梅大路交差点                                                                                           |
| 福岡県道578号内山三条線                                      | 太宰府市 | 太宰府市 | 宰府4丁目       | 内山入口交差点                                                                                         |
| 福岡県道35号筑紫野古賀線 / バイパス                          | 太宰府市 | 太宰府市 | 御笠2丁目       | 松川（まつごう）交差点                                                                                 |
| 福岡県道68号福岡太宰府線                                     | 太宰府市 | 太宰府市 | 大字北谷        | 只越交差点                                                                                             |
| 福岡県道60号飯塚大野城線                                     | 糟屋郡   | 宇美町   | 桜原3丁目       | 上北川橋交差点                                                                                         |
| 福岡県道91号志免須恵線 重複区間起点                          | 糟屋郡   | 須恵町   | 大字須恵        | 須恵中央交差点                                                                                         |
| 福岡県道91号志免須恵線 重複区間終点                          | 糟屋郡   | 須恵町   | 大字須恵        | 城山団地入口交差点                                                                                     |
| 福岡県道607号福岡篠栗線                                      | 糟屋郡   | 粕屋町   | 大字大隈        | 門松交差点                                                                                             |
| 国道201号                                                    | 糟屋郡   | 粕屋町   | 大字上大隈      | 大隈跨道橋交差点                                                                                       |
| 福岡県道21号福岡直方線                                       | 糟屋郡   | 久山町   | 大字久原        | 深井交差点                                                                                             |
| 福岡県道546号猪野土井線                                      | 糟屋郡   | 久山町   | 大字山田        | 下山田南交差点                                                                                         |
| 福岡県道540号山田新宮線                                      | 糟屋郡   | 久山町   | 大字山田        | 大谷交差点                                                                                             |
| 福岡県道536号米多比谷山古賀線                                | 古賀市   | 古賀市   | 川原            | 町川原交差点                                                                                           |
| 福岡県道504号町川原福岡線                                    | 古賀市   | 古賀市   | 川原            | 青柳交番前交差点                                                                                       |
| E3 九州自動車道                                              | 古賀市   | 古賀市   | 新原            | 6 古賀IC                                                                                               |
| 福岡県道503号町川原赤間線                                    | 古賀市   | 古賀市   | 新原            | 新原南口交差点                                                                                         |
| 福岡県道534号清滝古賀線                                      | 古賀市   | 古賀市   | 久保            | 太郎丸交差点                                                                                           |
| 国道3号 / 香椎バイパス                                       | 古賀市   | 古賀市   | 久保            | 流交差点                                                                                               |
| 国道495号                                                    | 古賀市   | 古賀市   | 花見東2丁目     | 花見交差点 / 終点                                                                                      |
| バイパス                                                     |          |          |                 | |
| 福岡県道53号久留米筑紫野線 福岡県道・大分県道112号福岡日田線 | 筑紫野市 | 筑紫野市 | 大字永岡        | 永岡交差点 / バイパス起点【北緯33度28分56.1秒 東経130度32分43.2秒 / 北緯33.482250度 東経130.545333度】 |
| 福岡県道65号筑紫野筑穂線                                     | 筑紫野市 | 筑紫野市 | 大字吉木        | 上宝満橋交差点                                                                                         |
| 福岡県道76号筑紫野太宰府線                                   | 筑紫野市 | 筑紫野市 | 大字原          | 原交差点                                                                                               |
| 福岡県道610号九州国立博物館線                                | 太宰府市 | 太宰府市 | 大字内山        | 九州国立博物館入口交差点                                                                               |
| 福岡県道578号内山三条線                                      | 太宰府市 | 太宰府市 | 大字内山        | |
| 福岡県道35号筑紫野古賀線 / 現道                              | 太宰府市 | 太宰府市 | 御笠2丁目       | 松川交差点 / バイパス終点【北緯33度32分13.0秒 東経130度32分24.4秒 / 北緯33.536944度 東経130.540111度】 |

### 交差する鉄道
- 西鉄天神大牟田線
- 西鉄太宰府線
- 篠栗線
- 山陽新幹線
- 鹿児島本線

### 沿線
- 西鉄天神大牟田線 西鉄二日市駅
- イオン二日市店
- 日本経済大学・福岡医療福祉大学・福岡こども短期大学・だいいちこども園
- 福岡県立精神医療センター太宰府病院
- 西鉄太宰府線
  - 西鉄五条駅 - 太宰府駅
- 太宰府郵便局
- 太宰府天満宮・だざいふ遊園地
- 宇美町立桜原小学校
- 須恵町役場
- JR九州香椎線 須恵中央駅
- JR九州篠栗線 門松駅
- 粕屋警察署
- 新福岡郵便局
- トリアス久山
- E3 九州自動車道 6 古賀IC
- 国立病院機構福岡東医療センター

バイパス
- 福岡県立福岡視覚特別支援学校
- 九州国立博物館
- 九州情報大学

### 沿線ガイド

#### 筑紫野市
二日市地区の六反交差点で福岡県道・大分県道112号福岡日田線から分岐し、西鉄天神大牟田線の踏切を渡り太宰府市に入る

#### 太宰府市
君畑交差点で国道3号福岡南バイパスと接続し、西鉄太宰府線の踏切を渡る。太宰府駅・太宰府天満宮前を通過してバイパスと合流後、糟屋郡宇美町に入る。

#### 糟屋郡宇美町
住宅地・工業団地の中を進み、糟屋郡須恵町に入る。

#### 糟屋郡須恵町
糟屋郡宇美町と同様、住宅地・工業団地の中を進み、糟屋郡粕屋町に入る。

#### 糟屋郡粕屋町 - 福岡市東区
JR九州篠栗線を立体交差で越え、粕屋警察署前の大隈跨道橋交差点で国道201号と接続する。
国道201号と接続後、糟屋郡篠栗町と福岡市東区を短区間通過して糟屋郡久山町に入る。

#### 糟屋郡久山町
「トリアス久山」の前を通過し、山陽新幹線の下をくぐり、糟屋郡新宮町に入る。

#### 糟屋郡新宮町
九州自動車道と並行しながら進み、古賀市に入る。

#### 古賀市
九州自動車道古賀ICを通過して流交差点で国道3号香椎バイパスと接続後、鹿児島本線を立体交差で越えた先の花見交差点で国道495号と接続して終点となる。